# Acaena poeppigiana
Acaena poeppigiana là loài thực vật có hoa trong họ Hoa hồng. Loài này được Gay mô tả khoa học đầu tiên.